# Malew
Malew est une paroisse administrative et insulaire du sheading de Rushen, dans le sud de l'île de Man. Elle comptait 2 262 habitants au recensement de 2001. Sa principale localité est Ballasalla.
La plus grande partie du terroir de la paroisse est constituée des meilleures terres arables de l'île, même si une grande partie de ces surfaces ont été consacrées à la création de l'aéroport du Ronaldsway.

## Toponymie
Le nom Malew provient d'une racine celtique Ma-Lua, désignant saint Lua, un moine irlandais de l'abbaye de Luxeuil et compagnon de Colomban. On le trouve parfois nommé Leoc.